# 多里乌斯
多里乌斯克莱奥美奈斯一世的同父异母兄弟，当即位的要求被否决后，他与其支持者离开斯巴达去北非殖民。被迦太基人赶走后，他们在西西里西部建立了殖民地，但在那里为迦太基人所杀。